# 回腸
回腸（かいちょう、ileum）は、空腸から続く小腸の一部で、大腸（結腸）に続く。空腸と回腸は十二指腸と違い腸間膜があるので、空腸と回腸を総称して腸間膜小腸と分類する場合もある。
空腸と回腸の明確な解剖学的境界は無いが、おおむね口側の2/5が空腸、残りの3/5が回腸とされ、回盲弁によって大腸（結腸）に続く。
肉眼的特徴としては内部に輪状襞（輪状ヒダ）と腸絨毛を認め（ただし空腸よりは疎である）、空腸よりやや細い。特に回腸下部にはパイエル板（集合リンパ小節）が多数みられる。
腸の項目も参照のこと。